# ドンジュ
ドンジュ （Donges）は、フランス、ペイ・ド・ラ・ロワール地域圏、ロワール＝アトランティック県のコミューン。

## 地理

県におけるドンジュの位置

ドンジュは、ロワール川河口の北岸にあり、サン＝ナゼールの東10kmのところにある。国内ではカマルグに次ぐ広大な湿地帯であるブリエール湿地に近い。多くの動植物の種から構成される地域圏自然公園を持つ。町は岩盤がむき出しになった沖積帯に位置する。
エルワン・ヴァルリーによるブルターニュの区分では、ドンジュは伝統的な地方区分ではブリエール、歴史的な地方区分ではペイ・ナンテに属する。

## 由来
1104年、ルドンの修道院による特許状台帳には、Dongia の名で記されている。
地元で話されるオイル語の一種、ガロ語では Donj となる。

## 歴史

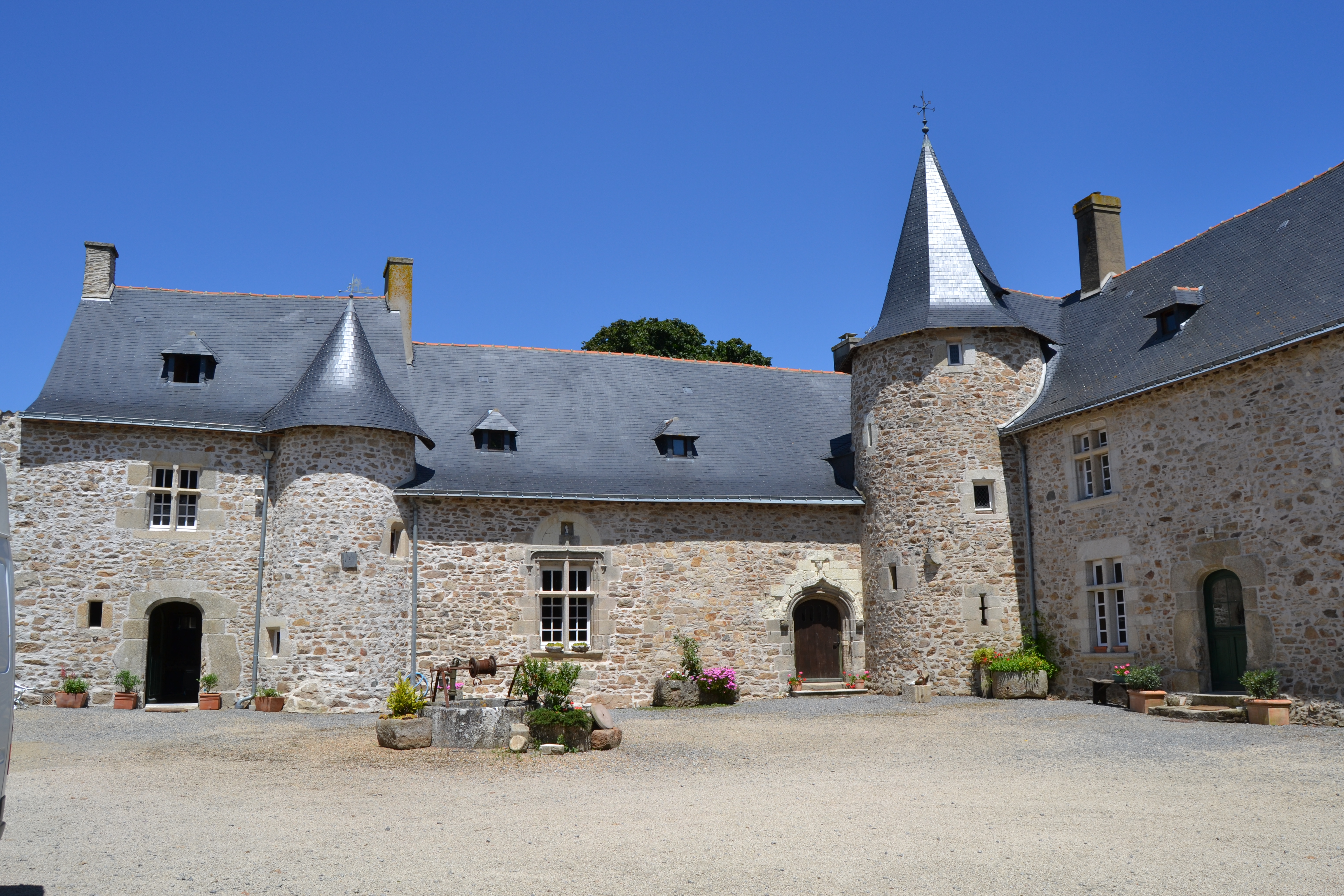
エラルディエールのマノワール

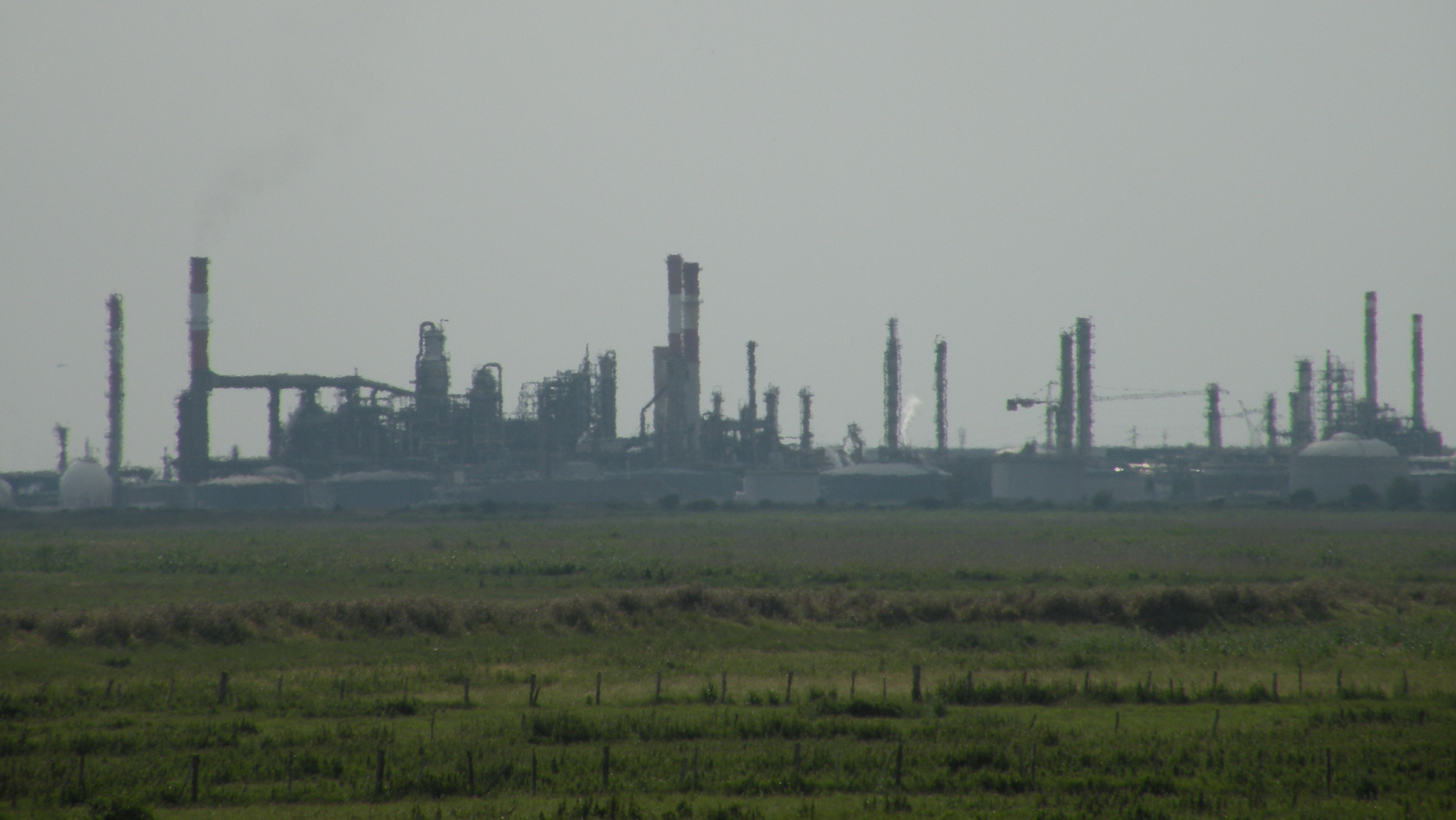
石油精製所

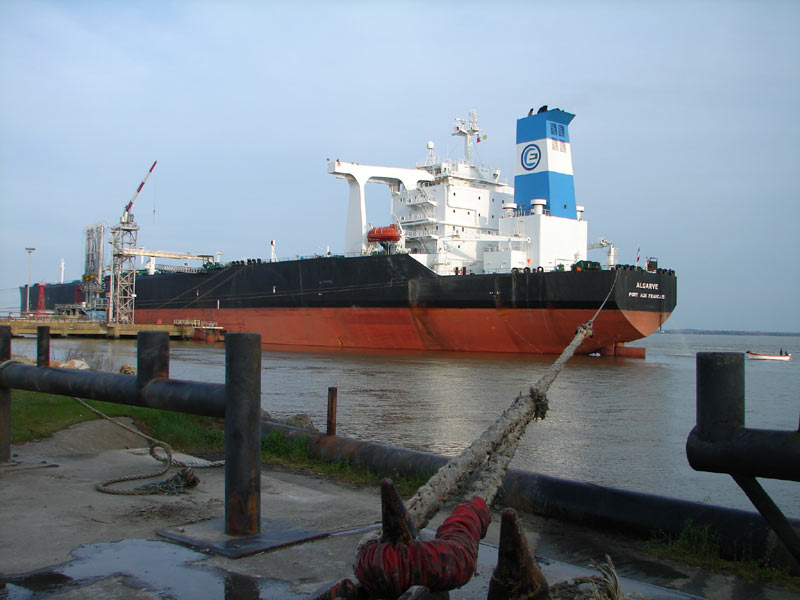
ドンジュ港に停泊する石油タンカー

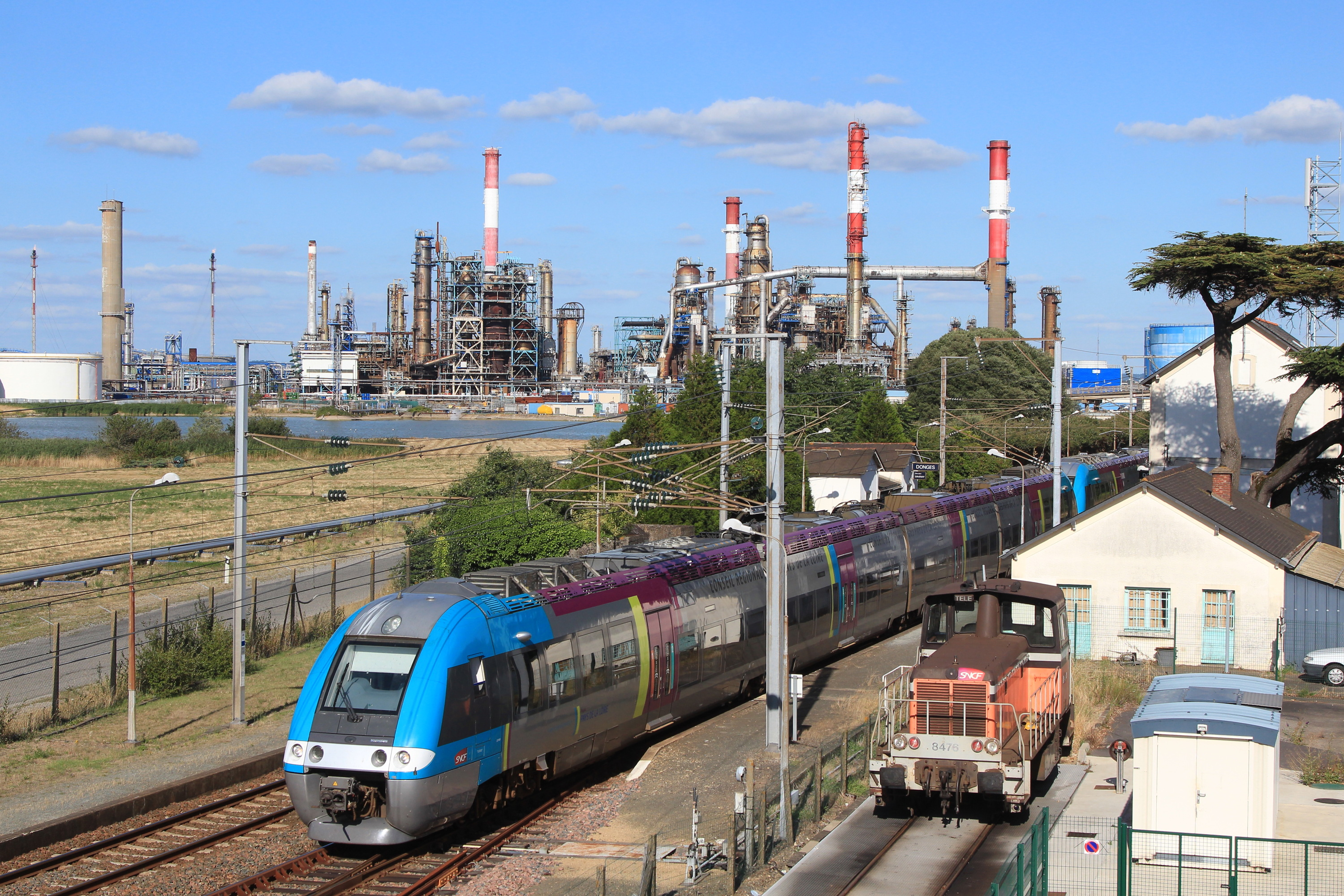
ドンジュ駅と石油精製所

人の定住は旧石器時代からあったが、人々が活動した痕跡が見つかるのは新石器時代以降である。ドンジュの中では多くの巨石記念物を見つけることができる。ローマ時代には鉛が見つかっている。グレ丘のふもとではガロ＝ローマ時代の遺構が発見された。276年頃に起きた最初のサクソン人襲来の際、金品や宝物がエル島に隠された。19世紀、Empereurs gaulois PosthumeとTetricusと刻まれた硬貨が見つかっている。
9世紀、ドンジュの土地はノルマン人に略奪された。ノルマン人たちはロワール川河口に定住していたのである。アラン・バルブトルトはノルマン人を退け、ナント伯そしてブルターニュ公アラン2世となったが、ノルマン人たちは数箇所の地域に残留した。
ドンジュには当時、少なくともブルトン語話者が定住していた。実際に、村や集落の名称の研究によって、地名学はかなり正確に、ブルトン語の方言の東側境界が拡張されていたと認めている。この境界は、1907年に大学教員ジョゼフ・ロットによって決定された。このロット線は、ロワール川からドンジュの東へ、イギリス海峡へ伸び、ロズ・シュル・クエノン（現在はイル＝エ＝ヴィレーヌ県のコミューン）の東まであった。
11世紀、ナント子爵ロダルは、ロワール川沿いの岩の露頭の上にある、封建時代の山城へ定住した。そこは河口の監視に適した戦略上の要地だった。このダンジョンが、ドンジュの町の最古の起源である。
この城の周りで、ドンジュ領主は世襲制の子爵領を確立した。彼らの領地には、ロワール河口の湿地帯にある15の教区が含まれていた。ドンジュ子爵の領地は、サン＝ナザールからコルドメ、そしてル・タンプル＝ド＝ブルターニュまで伸びていた。西側は公爵のドメーヌであるゲランドおよびグランド・ブリエール・モティエールと接し、北はラ・ロッシュ・ベルナール男爵領およびポン＝シャトー男爵領、そして東側はラ・ロッシュ・アン・サヴネ男爵領とレゲール、南側はロワール川とレ男爵領に接していた。
1070年代、子爵フリウー・ド・ドンジュは、自らの城の近くに村や修道院をつくるよう、トゥールのマルムーティエ修道院の修道士たちに依頼した。城は12世紀半ば、ブルターニュ公コナン3世の命令によって、当時のドンジュ子爵サヴァリへの報復として、破壊されている。ドンジュ子爵はその後、クロサック湿地の中にある小島にロリユー城を建てて移り住んだ。
1771年から1925年にかけ、湿地帯の干拓が進められた。
1853年、デクレにより鉄道の通過が可能になった。これが産業化の始まりだった。1917年、サン＝ナゼール港の混雑を解消するためドンジュ港が建設され、アメリカやイギリスからの貨物が陸揚げされた。1930年代以降、石油精製所が建設されていった。
1944年7月24日と25日、ドンジュの町は爆撃を受けて破壊され、元の町から1km離れた場所に再建された。
トタルが運営する石油精製所は現在、年間11万トンの石油を処理する、国内第2位の石油精製所である。精製所には鉄道のトゥール・サン・ナゼール路線が横切っており、駅も精製所の影響の真っ只中にある。現在の精製所の北4.5kmの新しい場所にバイパスを建設する計画は、町からまっすぐ伸びる路線と新駅の建設が真っ先にあげられる。しかし、この開発計画の実施は常にコストを理由に延期されている（投資額は1億ユーロと見積もられている）。鉄道の存在が、トタルによる工業用地の拡大計画の妨げになっている。状況を打開しようと、トタルは、1.2億ユーロから1.5億ユーロかかるとされるバイパス事業をてこ入れしようと2015年春に準備しているように見えた。計画への合意は、2015年の終わりまでになされると期待されている。行政手続きや公益の認定を受ける作業は2017年に行われることになっている。

## 経済
コミューン経済は、トタルが運営するドンジュ石油精製所に大きく依存している。

## 人口統計
| 1962年 | 1968年 | 1975年 | 1982年 | 1990年 | 1999年 | 2006年 | 2012年 |
| ------ | ------ | ------ | ------ | ------ | ------ | ------ | ------ |
| 6263   | 6458   | 6280   | 6726   | 6377   | 6156   | 6338   | 7092   |

source=1999年までLdh/EHESS/Cassini、2004年以降INSEE

## 姉妹都市
- クネヴァルデ、ドイツ